# Лапицкий, Ростислав Александрович
Ростисла́в Алекса́ндрович Лапи́цкий (бел. Расціслаў Аляксандавіч Лапіцкі; 1 сентября 1928 — 28 октября 1950) — организатор и руководитель подпольного антикоммунистического ученического движения на Мядельщине и Сморгонщине в 1948—1950 годах.

## Биография
Родился 1 сентября 1928 года на Вилейщине в многодетной семье православного священника Александра Лапицкого. Во время войны с семьей переехал в Мядельский район, где отец получил церковный приход в деревне Кобыльник. Там же в 1944 году поступил учиться в только что открытую в Кобыльнике школу-семилетку. В это же время через старшего брата Олега Лапицкого — семинариста Виленской духовной семинарии — он присоединился к подпольной «Виленской патриотической организации», которая образовалась среди учащихся Виленской белорусской гимназии и Виленской семинарии. После раскрытия организации и ареста большей части её участников, 16-летний Ростислав был осужден на три года заключения как малолетний. В 1945 году в связи с победой над фашистской Германией был освобожден из тюрьмы и вернулся в Кобыльник, где продолжил обучение в школе.
Зимой в 1946 году после смерти отца, вместе с матерью приехал в деревню Некасецк неподалёку от Мяделя, где пытался найти при местной церкви хоть какой-нибудь заработок.

## Антисоветская деятельность
В Кобыльнике Ростислав Лапицкий был известен своими ярко выраженными националистическими и антикоммунистическими взглядами. Бывшая ученица школы вспоминала следующие слова Лапицкого: «Если ты знаешь, что в этом доме переночует москаль — спали дом, если хлеб из этой нивы пойдёт москалю — уничтожь её».
Нищета и голод не оставляли Лапицких и в Некасецке. Осенью 1949 года в поисках какого-нибудь спасения, он с матерью подались за 80 км в Сморгонь. Там же он пошёл в десятый класс школы.
Во время учёбы в обоих школах Ростислав собирал молодёжь, которую объединяли антикоммунистические настроения, в антибольшевистскую подпольную организацию. Организация распространяла антибольшевистские и антисталинские листовки. В начале декабря 1949 года Ростислав Лапицкий был арестован. Однако после недели бесплодных допросов был временно освобожден.

## Арест и приговор
Совещание подпольной организации решило, что Лапицкому необходимо покинуть Сморгонь и он возвратился на Мядельщину. Какое-то время Ростислав жил в Некасецке и Юшковичах. Затем, уже сильно простуженный, перебрался к знакомым в Кобыльник. Здесь его нашёл Чеслав Цыбовский и предложил с помощью партизан Армии Крайова переправить его за границу. Однако больной Ростислав не использовал эту возможность убежать. В Кобыльнике он был повторно арестован. До суда содержался в знаменитой тюрьме в Вяленце.
С июня по июль 1950 года в Молодечно состоялся суд над Ростиславом Лапицким и большинством участников мядельско-сморгонского подполья. Было осуждено всего девятнадцать человек. Ростислав Лапицкий и Факунда Нестерович, были приговорены к расстрелу. Ростислав отказался от предложения попросить помилования. Зенон, Августин и Анна Ахрамовичи, Осип Близнюк, Анатолий Корней, Иосиф Кочерга, Эдуард Сташкевич, Тадеуш Хатиловский, Леокадия и Чеслав Цыбовские, Тамара Юшкевич были приговорены к двадцати пяти годам заключения. Татьяна Юшкевич, Константин Ивановский, Збигнев Пашкевич, Мария Барташевич были осуждены к десяти годам, Чеслава Ашуковская — к восьми. Один, Геннадий Нафранович, во время задержания застрелился.
Расстрелян в ночь на 28 октября того же года в урочище Красный Бережок возле Вилейки. Про расстрел Ростислава Лапицкого смотритель молодечненской тюрьмы сообщил осужденной по делу мядельско-сморгонского подполья Леокадии Цыбовской.

## Семья
Родители: Александр Лапицкий (1889—1946) и Анастасия из рода Жабинских из Сморгони.
Братья и сестра:
- Вадим Лапицкий (23.02.1915 — 1988, Гижицка, Польша);
- Игорь Лапицкий (родился в 1921 и умер в 6-летнем возрасте);
- Олег Лапицкий (26.12.1922, Косута — 05.10.1979, Топар, Казахстан), который осенью 1944 года учился в Виленской духовной семинарии;
- Ольга Лапицкая (родилась в 1923 году, Косута).

## Увековечение памяти
1 сентября 2009 года в урочище Красный Бережок общественными активистами установлены кресты на предполагаемом месте расстрела Лапицкого. По делу установки памятника к административной ответственности привлекались жители Вилейки Алексей Сюдак, Владимир Малярчук и Александр Наркевич. Общественным активистам инкриминировалось нарушение порядка организации и проведения массового мероприятия (статья 12.34 Кодекса об административных правонарушениях). Активисты были осуждены 2 октября 2009 года. Штрафом в 30 базовых величин (1 миллион 50 тысяч рублей) наказаны Алексей Сюдак и Владимир Малярчук. Александр Наркевич должен был выплатить государству 20 базовых величин (700 тысяч рублей). Кресты неоднократно уничтожались неизвестными лицами, но были установлены снова.